# 카이로 선언

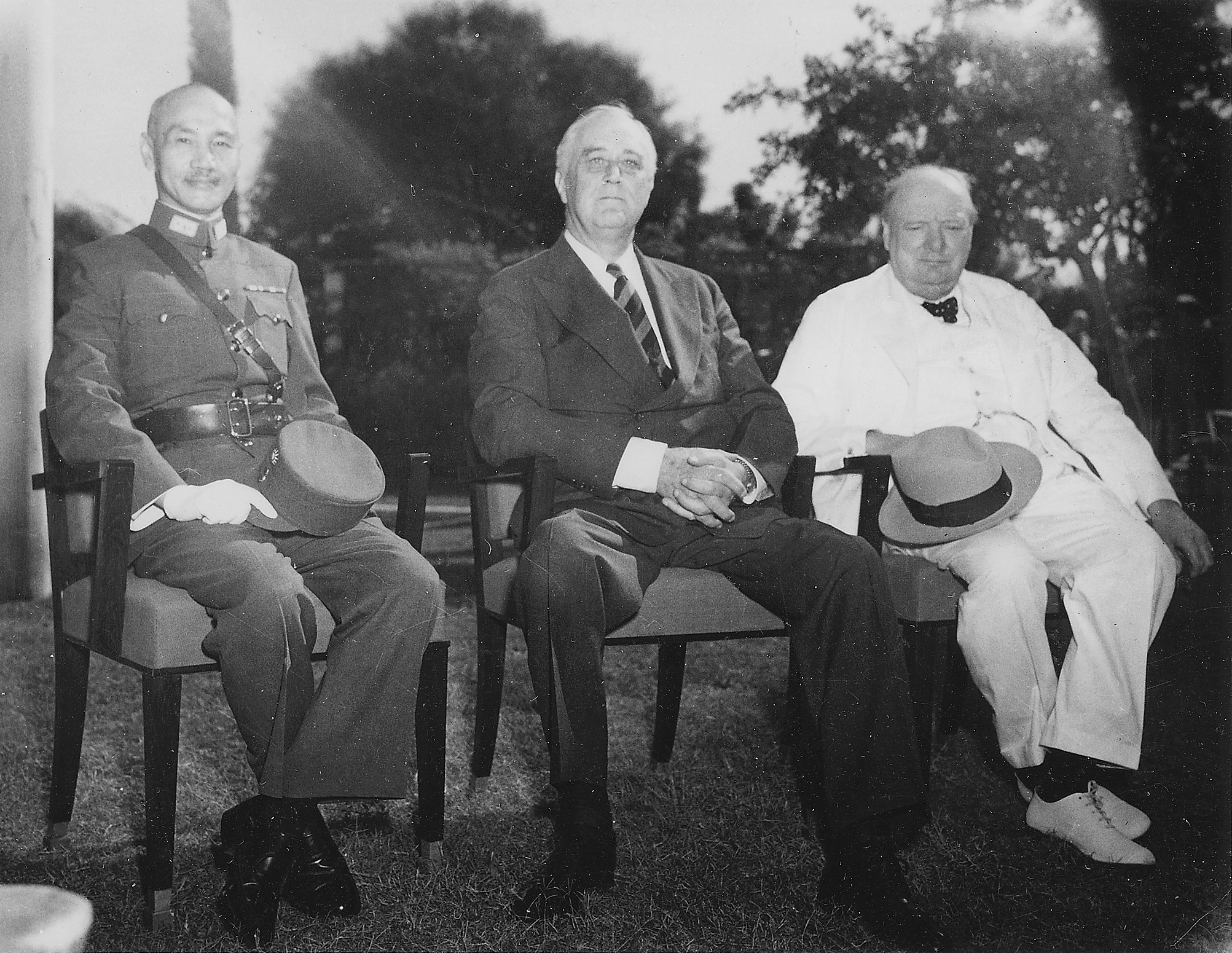
왼쪽부터 중화민국의 장제스, 미국의 프랭클린 D. 루스벨트, 영국의 윈스턴 처칠 (1943년 11월 25일 카이로 회담에서)

카이로 선언( - 宣言, 영어: 1943 Cairo Declaration, 중국어: 開羅宣言, 일본어: カイロ宣言, 문화어: 까히라 선언)은 1943년 11월 27일, 미국·영국·중화민국 등 3개 연합국이 이집트의 수도 카이로에 모여 발표한 공동선언이다. 5일간에 걸친 회담에는 프랭클린 D. 루스벨트, 윈스턴 처칠, 장제스 등이 대표로 참가했으며 회담 결과 발표한 선언에서 연합국은 제2차 세계 대전 발발 후 최초로 일본에 대한 전략을 토의했다.
이 회담에서 연합국은 승전하더라도 자국의 영토 확장을 도모하지 않을 것이며, 일본이 제1차 세계 대전 후 타국으로부터 약탈한 영토를 반환할 것을 요구했다. 특히 한국에 대해서는 앞으로 자유독립국가로 승인할 결의를 하여 처음으로 한국의 독립이 국제적으로 보장 받았다. 카이로 선언의 조항은 포츠담 선언에서 재확인됐다.

## 주요 내용
각 군사사절단은 일본에 대한 장래의 군사행동을 협정하였다.
- 3대 동맹국은 일본의 침략을 정지시키고 이를 벌하기 위하여 이번 전쟁을 수행하고 있는 것으로, 위 동맹국은 자국을 위하여 어떠한 이익도 요구하지 않으며, 또 영토를 확장할 의도가 없다.

- 위 동맹국의 목적은 일본이 1914년 제1차 세계 대전 개시 이후에 탈취 또는 점령한 태평양의 도서 일체를 박탈할 것과 만주, 대만 및 팽호도와 같이 일본이 청국으로부터 빼앗은 지역 일체를 중화민국에 반환함에 있다.
- 또한 일본은 폭력과 탐욕으로 약탈한 다른 일체의 지역으로부터 구축될 것이다. 앞의 3대국은 조선민의 노예상태에  유의하여 적당한 시기에 조선을 자주 독립시킬 결의를 한다.

- 이를 위해 3대 동맹국은 일본과 교전 중인 여러 국가와 협조하여, 일본의 무조건적인 항복을 받아내는 데 필요한 중대하고도 장기적인 작전을 계속할 것이다.

원문
"The several military missions have agreed upon future military operations against Japan. The Three Great Allies expressed their resolve to bring unrelenting pressure against their brutal enemies by sea, land, and air. This pressure is already rising."

"The Three Great Allies are fighting this war to restrain and punish the aggression of Japan. They covet no gain for themselves and have no thought of territorial expansion. It is their purpose that Japan shall be stripped of all the islands in the Pacific which she has seized or occupied since the beginning of the first World War in 1914, and that all the territories Japan has stolen from the Chinese, such as Manchuria, Formosa, and The Pescadores, shall be restored to the Republic of China. Japan will also be expelled from all other territories which she has taken by violence and greed. The aforesaid three great powers, mindful of the enslavement of the people of Korea, are determined that in due course Korea shall become free and independent."

"With these objects in view the three Allies, in harmony with those of the United Nations at war with Japan, will continue to persevere in the serious and prolonged operations necessary to procure the unconditional surrender of Japan."

## 이후의 논란
이 시기 E. C. 카우스 주중대사가 미 국무성에 보낸 보고서를 보면 한국 지도자들의 반응에 대한 다음과 같은 언급이 나온다.
| “ | 한국의 장래의 지위에 관하여 워싱턴에 가있는 한국위원회의 이승만 씨가 나에게 보내온 10월 18일자 서한의 사본을 동봉합니다. 이승만 씨는 소련 극동군의 일부가 소련 정부에 의해 훈련되고 보급된 한국인 집단으로 이루어졌으며, 결국에 소련에 의하여 한국을 침공하고 소련에 가맹하는 소비에트 공화국을 그곳에 수립하기 위하여 사용될 것을 예견하고 있습니다. 그러므로 그는 현재 중경에 있는 이른바 한국 임시정부의 승인을 요청하고 있습니다. 나는 소련이 대일전쟁에 가담하게 되면 현재 시베리아에 있는 한국인 사단이 한국 침공에 사용될 것을 조금도 의심치 않습니다. 그러나 중국 내에서 그들간에 끊임없이 논쟁을 거듭하고 있는 직업적 혁명가들의 이른바 한국 임시정부의 승인이 이승만 씨가 예측하는 사태를 방지하지는 못할 것입니다. 나는 이승만 씨에게 회답은 내지 않을 생각입니다. 중경에 거하는 한국인의 두 주요 분파 대표들이 12월 4일 우리 대사관을 방문하고 카이로 선언에서 한국에 관계된 부분 중의 'In Due Course'란 어구의 설명을 요청하였습니다. 최초 한국인의 반향은 무조건 동의(同意)였지만, 중국 신문에 나타난 「적당한 시기」라는 번역과 중경에서 퍼지고 있는 전후 한국은 중국의 위임통치하에 두어질 것이라는 풍문은 이미 한국인들을 어정쩡하게 만들고 있다는 것과 카이로 성명을 축하하려는 한국인의 집회 예정은 그 공식 원문이 발표되자 취소되었다는 것, 또 그들은 이제 중국 외교부 왕청휘 씨로부터 그 어구의 해석을 얻으려 한다는 것을 말하였습니다. 동 한국인 대표들은 한국의 전후 지위에 대한 중국의 의도에 심각한 우려의 뜻을 표명하였으며, 일본은 이 <조건부 성명>을 한국 및 점령 지구에서 연합국이 한국을 중국의 지배하에 두려하고 있다는 것을 보여주는 것이라하여 선전 자료로 이용하리라고 보고 있었습니다. 중국 신문 대공보(大公報)는 12월 3일, 카이로 선언에 대한 한국민의 기쁨을 표명하고 연합제국이 이제 한국 임시정부를 승인하고 한국군에게 무기대여법에 의한 군사원조를 공여해줄 것을 요청한 한국 임시정부 외교부장의 성명을 보도하였습니다만, 이 성명은 해당 신문에서 카이로 선언의 원문이 발표되기 전에 보도된 것입니다. | ” |

가세 도시카즈 일본 총무국 참사관은 일본 정부 내부적으로 대일강화조약 체결을 논의하는 과정에서 카이로 선언은 일본 정부가 감수하기 곤란한 영토 조항을 담고 있다며 이를 배제해야 한다고 주장했다.
양제츠 중국 외교장관은 2012년 9월27일, 제67차 유엔 총회 일반 연설에서 "일본은 중국의 신성한 영토인 댜오위다오를 청일전쟁이 끝난 1895년 불평등조약으로 부당하게 훔쳐갔다. 일본이 중국 정부가 강제로 불평등 조약에 서명하게 만들었다"며 "그러나 제2차 세계대전 후 카이로선언과 포츠담선언은 일본이 댜오위다오와 그 부속도서를 중국에 돌려줄 것을 분명히 하고 있다"고 말한 뒤 "일본의 댜오위다오 국유화 조치는 반(反) 파시스트 전쟁 승리의 결과를 공공연하게 부정할 뿐 아니라 전후 세계 질서와 유엔헌장의 취지 및 원칙에 대한 중대한 도전"이라고 말했다.

## 같이 보기
- 카이로 회담
- 얄타회담
- 포츠담 선언

## 참고 문헌
- 이 문서에는 다음커뮤니케이션(현 카카오)에서 GFDL 또는 CC-SA 라이선스로 배포한 글로벌 세계대백과사전의 내용을 기초로 작성된 글이 포함되어 있습니다.